# 한국문학예술저작권협회
한국문학예술저작권협회는 문학예술 저작물의  저작(재산)권리를 신탁받아 관리함으로써 저작자 권리보호 및 저작물의 공정한 이용을 도모할 목적으로 2000년 7월 10일 설립된 대한민국 문화체육관광부 소관의 사단법인이다. 사무실은 서울특별시 양천구 목동서로 225 대한민국예술인센터 9층에 있다.

## 주요 사업
- 문학작품(시, 소설, 수필 등), 학술서적(논문, 칼럼, 학술지 등), 이미지(미술, 사진, 삽화 등) 등 저작물의 저작(재산)권 신탁관리
- 도서관 보상금 업무
- 학교교육 목적 이용 보상금 업무